# Falsomesosella saigonensis
Falsomesosella saigonensis är en skalbaggsart som beskrevs av Stefan von Breuning 1938. Falsomesosella saigonensis ingår i släktet Falsomesosella och familjen långhorningar. Inga underarter finns listade i Catalogue of Life.